# Escazú
Le canton d'Escazú, est le deuxième canton de la province de San José, et un des plus riches du Costa Rica. Sa capitale est Escazú. Le canton est entouré par les cantons de San José, Alajuelita, Santa Ana, Acosta, Mora et Belén.
Le canton d'Escazú avait une population de 52 372 habitants en 2000, pour une superficie de 34,5 km2 (soit une densité de 1 519 hab/km2)
Fondé en 1848, il est l'un des plus anciens cantons du Costa Rica. Son budget municipal ordinaire pour 2003 était de 1 454.6 millions ¢.

## Histoire
Escazú a été mentionné en tant que canton dans un décret en date du 7 décembre 1848.

## Statistiques
79,8 % de sa population vit dans des zones urbaines. De plus, 17,88 % de ses habitants ont moins de 10 ans, et 6,05 % plus de 65 ans.

## Districts du canton d'Escazú
Le canton d'Escazú a 3 districts :
- Escazú Centro
- San Antonio
- San Rafael